# 所沢インターチェンジ

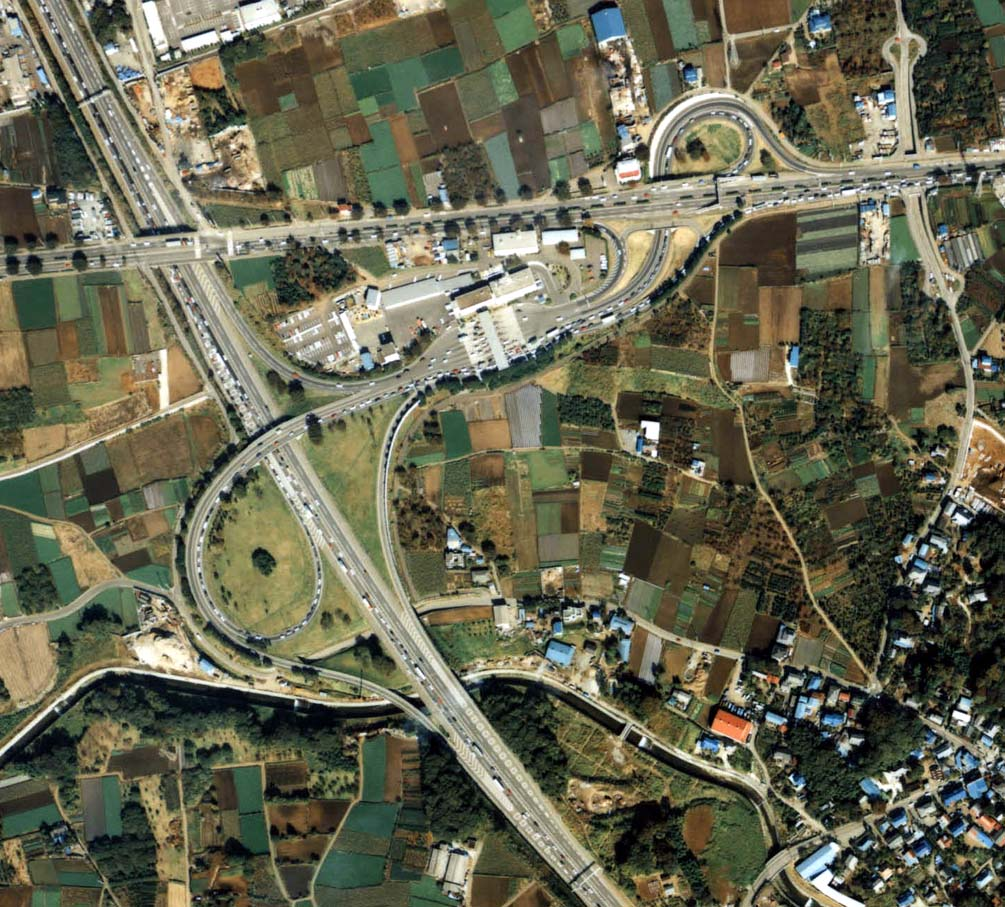
航空写真。

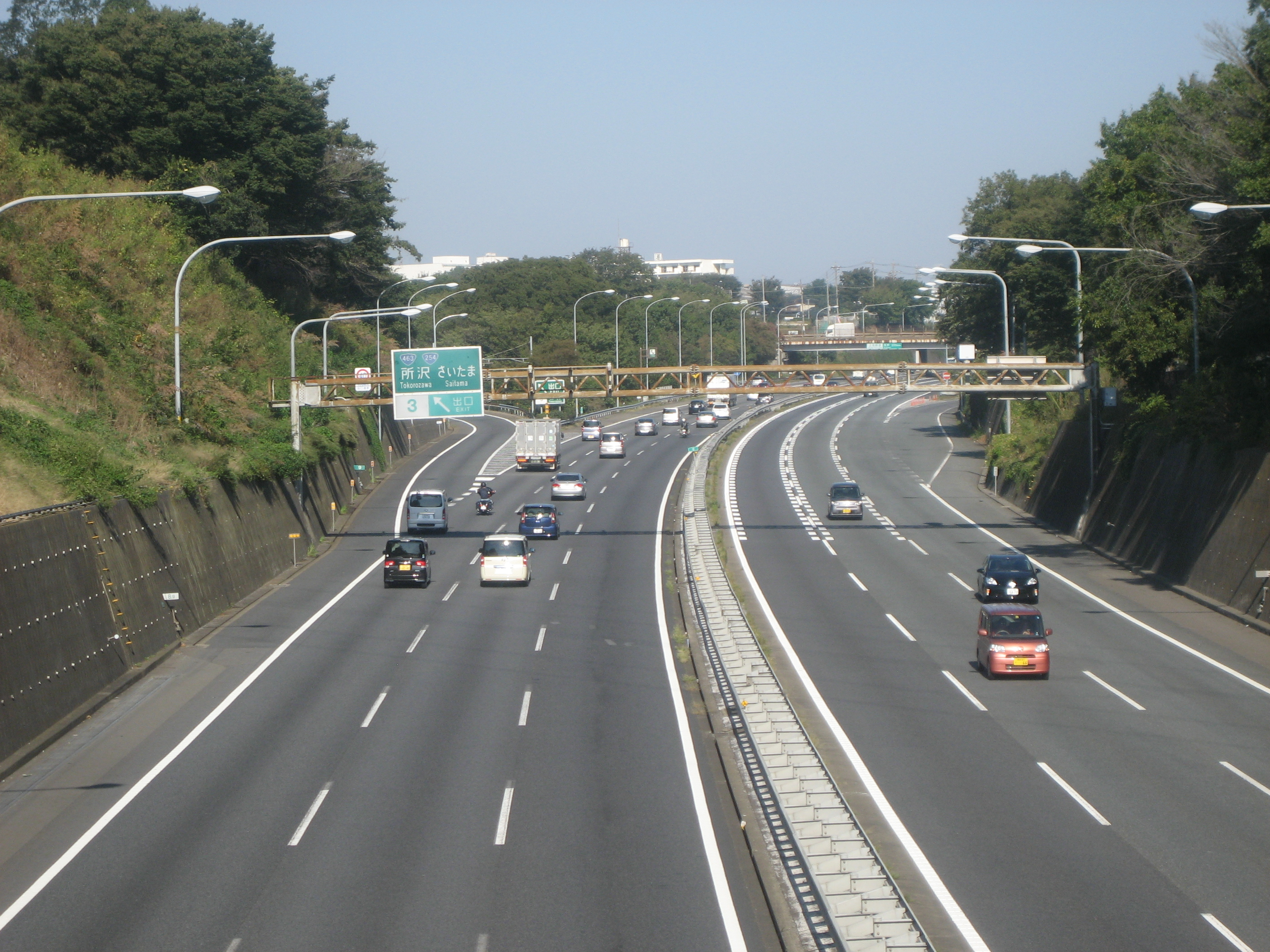
上り合流及び下り分流部付近

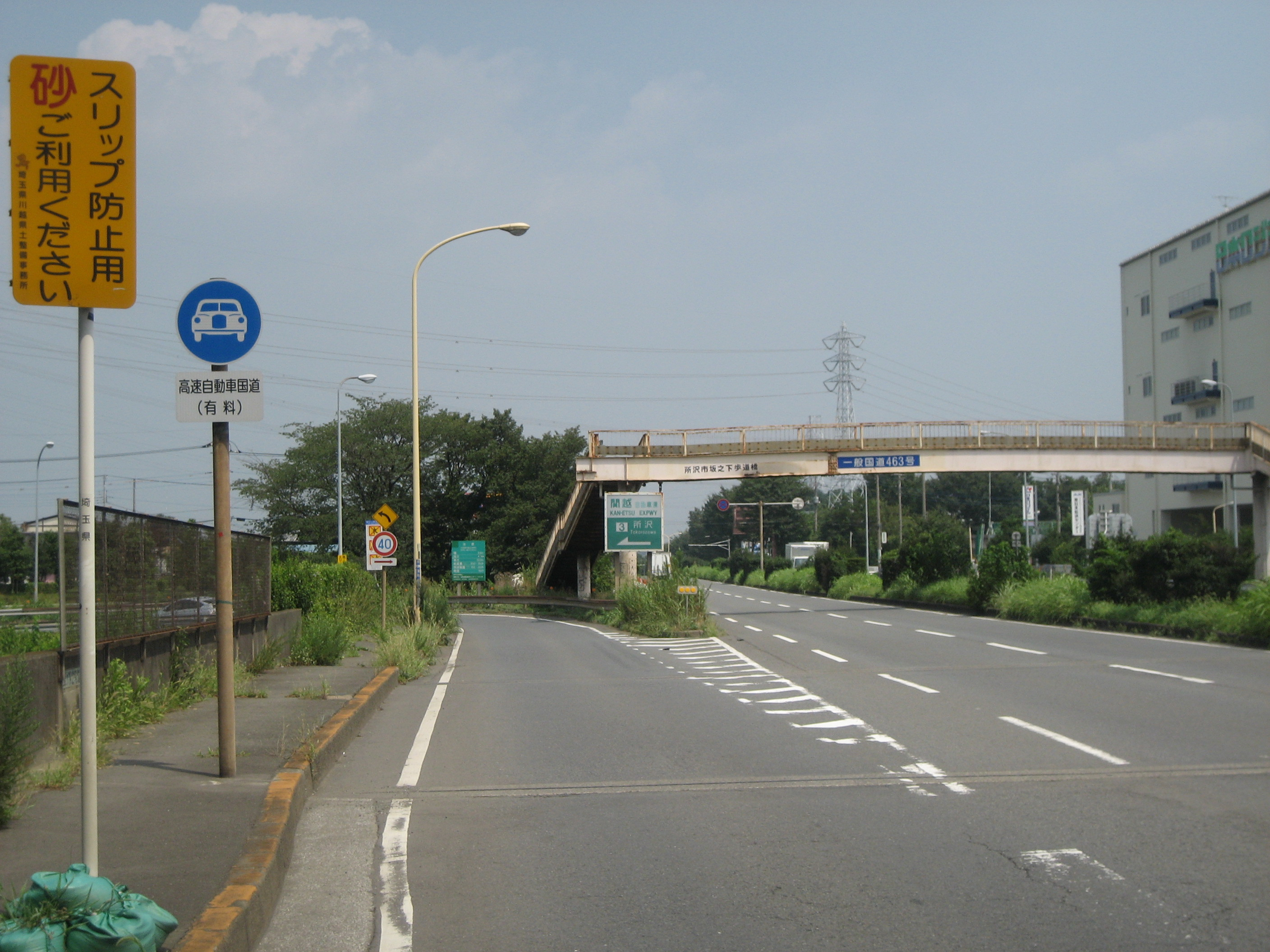
所沢市街側入口付近

所沢インターチェンジ（ところざわインターチェンジ）は、埼玉県所沢市坂之下にある関越自動車道のインターチェンジである。所沢市の東端に位置し、新座市や東京都清瀬市との境界に近い。
関越自動車道自体も当ICよりやや練馬寄りで清瀬市を掠めて通過している。
所沢航空記念公園や滝の城址公園・ところざわサクラタウン等の最寄出口である。同じく所沢市内にある西武ドーム・西武園ゆうえんちへの最寄は首都圏中央連絡自動車道入間ICとなる。
出口標識に記載されている「さいたま」の文字は、合併によるさいたま市成立前までは「浦和」と表記されており、実際に当ICは浦和エリアの最寄出口である。なお、大宮駅など大宮エリアへの最寄出口は、川越ICまたは三芳スマートICとなる。

## 道路
- E17 関越自動車道（3番）

## 接続する道路
- 国道463号（浦和所沢バイパス）

## 料金所
- ブース数：15

### 入口
- ブース数：5
  - ETC専用：2
  - ETC・一般：1
  - 一般：2

### 出口
- ブース数：10
  - ETC専用：3
  - ETC・一般：3
  - 一般：4

## インターチェンジ内の関連施設
- 東日本高速道路関東支社所沢管理事務所
- 埼玉県警察高速道路交通警察隊本隊

## 周辺
- 所沢航空記念公園
- 所沢航空発祥記念館
- 滝の城址公園
- 埼玉県立所沢おおぞら特別支援学校（旧埼玉県立所沢東高等学校）
- 所沢総合食品地方卸売市場
- 所沢パークホテル
- 山崎製パン埼玉第一工場
- 柳瀬荘
- ところざわサクラタウン
- 東京都下水道局清瀬水再生センター
- JR武蔵野線 東所沢駅、新座駅
- 新座貨物ターミナル駅
- 英IC
- 跡見学園女子大学新座キャンパス
- 西武台新座中学校・西武台高等学校
- 埼玉県立新座柳瀬高等学校
- OSCデオシティ新座

## 歴史
- 1971年（昭和46年）12月20日 : 国道254号東京川越道路（有料道路名称「関越自動車道（東京川越区間）」）として練馬IC-川越ICが開通に伴い供用開始。[1]
- 1973年（昭和48年）4月1日 : 東京川越道路の関越自動車道への昇格編入に伴い、関越自動車道のインターチェンジとなる。

## 隣
E17 関越自動車道
(1)練馬IC - (2)大泉JCT/IC(ICは新潟方面入口のみ) - 新座TB - (3)所沢IC - (3-1)三芳PA/SIC - (4)川越IC